# Deutsche Basslaute

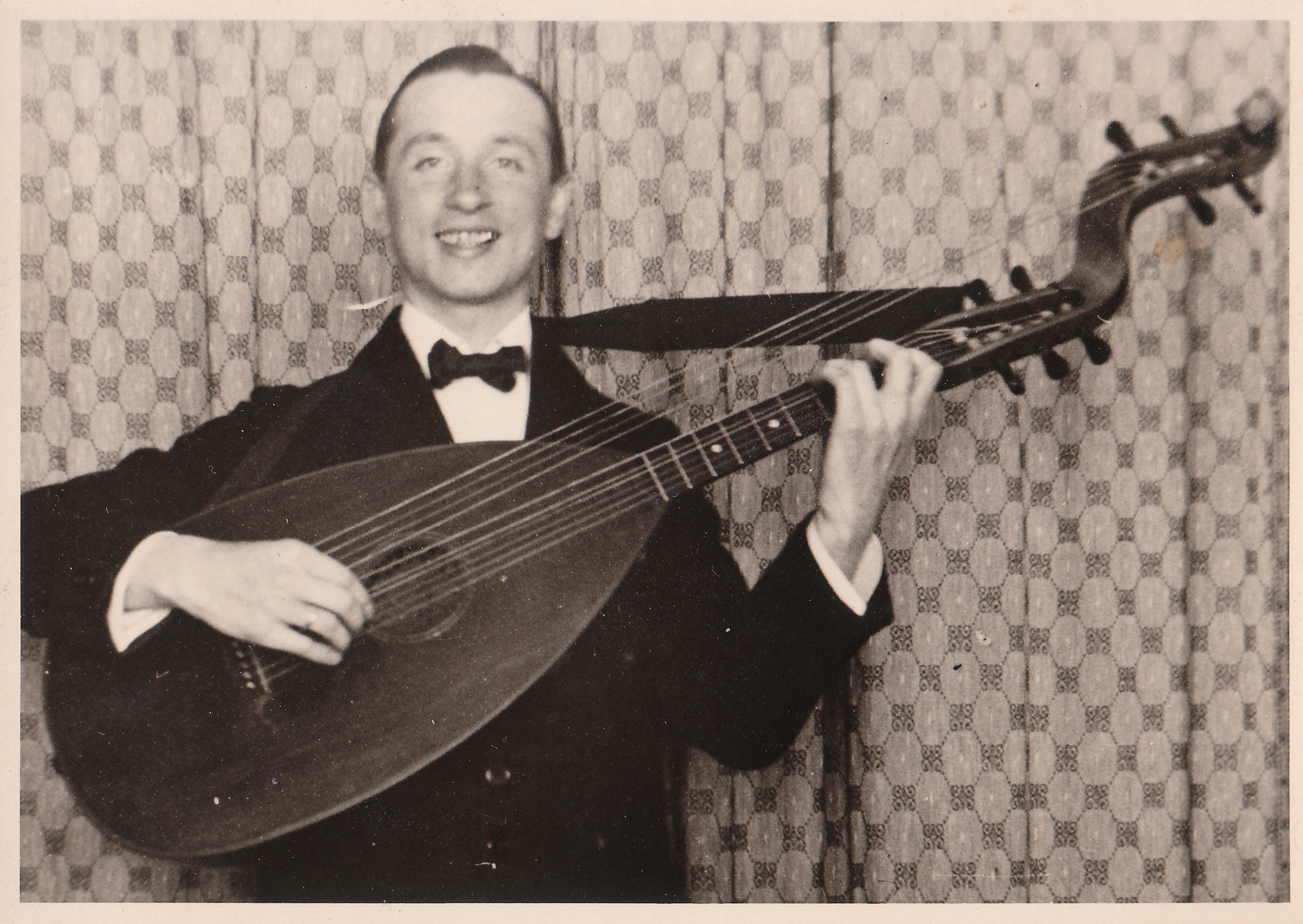
Der Musiklehrer Theodor Krüger mit einer deutschen Basslaute

Die Deutsche Basslaute oder theorbierte Gitarrenlaute ist eine Sonderbauform der Gitarrenlaute oder „Deutschen Laute“. Ihr Hals ist über den Wirbelkasten hinaus verlängert und besitzt einen zweiten, seitlich versetzten Wirbelkasten mit größerer Mensur. Er wird nach seiner geschwungenen Verbindung auch Schwanenhals genannt. Dieser nimmt je nach Ausführung 2 bis 9 frei schwingende Basssaiten (Bordunsaiten) auf, die auch Kontrasaiten genannt werden. Es entsteht so ein 8- bis 15-saitiges Instrument in Kontragitarrenstimmung, d. h. die Spielsaiten sind wie bei der Gitarre und die Basssaiten sind abwärts diatonisch gestimmt.  Beispiele: 
- zehnsaitige Basslaute (mit vier Basssaiten) ,A – ,H – C – D | E – A – d – g – h – e’
- zwölfsaitige Basslaute (mit sechs Kontrasaiten) ,F – ,G – ,A – ,H – C – D | E – A – d – g – h – e’.

## Aufbau
Die Deutsche Basslaute kennt im Wesentlichen drei Bauformen:
- Rundbauch: Die Bauparameter gleichen grundsätzlich denen der Gitarrenlaute. Zumeist ist der Korpus bei gleicher Spielsaiten-Mensur (620 bis 630 mm) etwas voluminöser. Der Korpusübergang ist bei Bund 7 bis 9. Als Korpusholz wird ausschließlich Ahorn verwendet, die Decke ist zumeist aus Fichte. Bis zu vier Bordunsaiten werden von einem frei schwebenden Wirbelkasten getragen, ab sechs Bordunsaiten stützt sich der obere Wirbelkasten am Korpusrand mit einem Metallstab ab.
- Halbrundbauch: Die stabilere Zargenbauform kommt vornehmlich für Basslauten mit 12 oder mehr Saiten zum Einsatz. Der Korpusübergang ist bei Bund 9 bis 10. Auch hier ist ein metallener Stützstab für den Bass-Wirbelkasten Standard.
- Scholanderlaute (falsche schwedische Basslaute): Der schwedische Musiker Sven Scholander (* 21. April 1860), Sohn des Architekten Fredrik Wilhelm Scholander, machte dieses etwas absonderlich wirkende Instrument zu Beginn des 20. Jahrhunderts bekannt. Scholander, der als erster die alte schwedische Laute mit Gitarrenstimmung und -besaitung versehen hatte, verwendete das Instrument bei seinen Konzerten, bei denen ab 1910 seine Tochter Lisa († 1925) als Volksliedsängerin mitwirkte, zur Gesangsbegleitung. In Deutschland trat er erstmals 1895 öffentlich auf.[1] Die Zargenlaute orientiert sich an den Bauparametern der schwedischen Lauten aus dem 18. Jahrhundert. Sie wirkt dadurch auf den ersten Blick unförmig und schief. Für die Bespielbarkeit der höheren Lagen ist ihr „abgeknickter“ Korpus allerdings von großem Vorteil (bespielbar bis ca. Bund 14).
- Weitere Bauformen: Es existieren vereinzelt Rundbauchlauten mit einer Rückenplatte. Diese Instrumente wirken so, als habe man die Muschel „abgesägt“ und mit einer Bodenplatte wieder verschlossen. Es ist nicht bekannt, ob dieser Instrumententyp so jemals gebaut wurde, oder ob diese Korpusform aus Anlass von Reparaturen entstand.

In der Regel weisen die Bordunsaiten Deutscher Basslauten eine gleich lange Mensur von 840 bis 880 mm, selten bis 930 mm auf. Aufsteigende Bassmensuren werden häufig durch schräg oder im Bogen absteigende Metalldraht-Stege erreicht. Aufsteigende Einzelsättel, wie sie von der Wiener Schrammelgitarre bekannt sind, kommen bei Basslauten nur sehr selten vor.

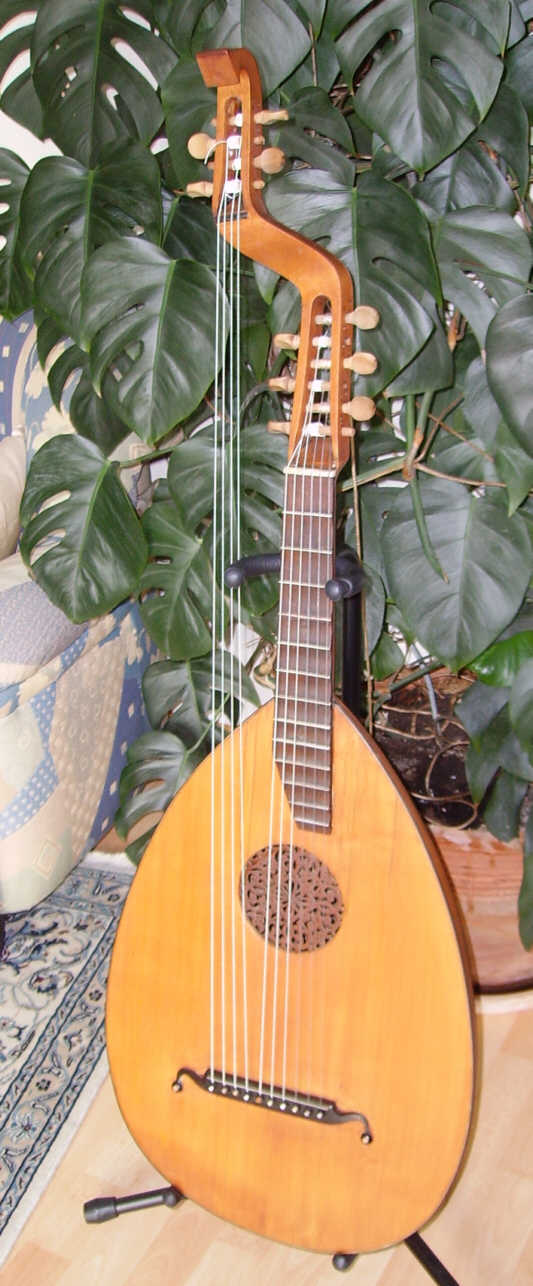
10-saitige Deutsche Basslaute mit Holzwirbeln
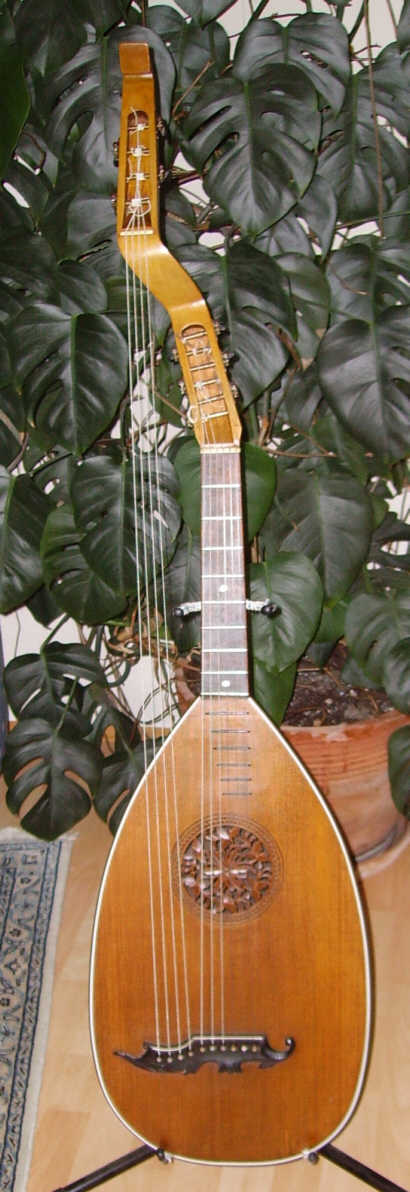
10-saitige Deutsche Basslaute mit Mechanik
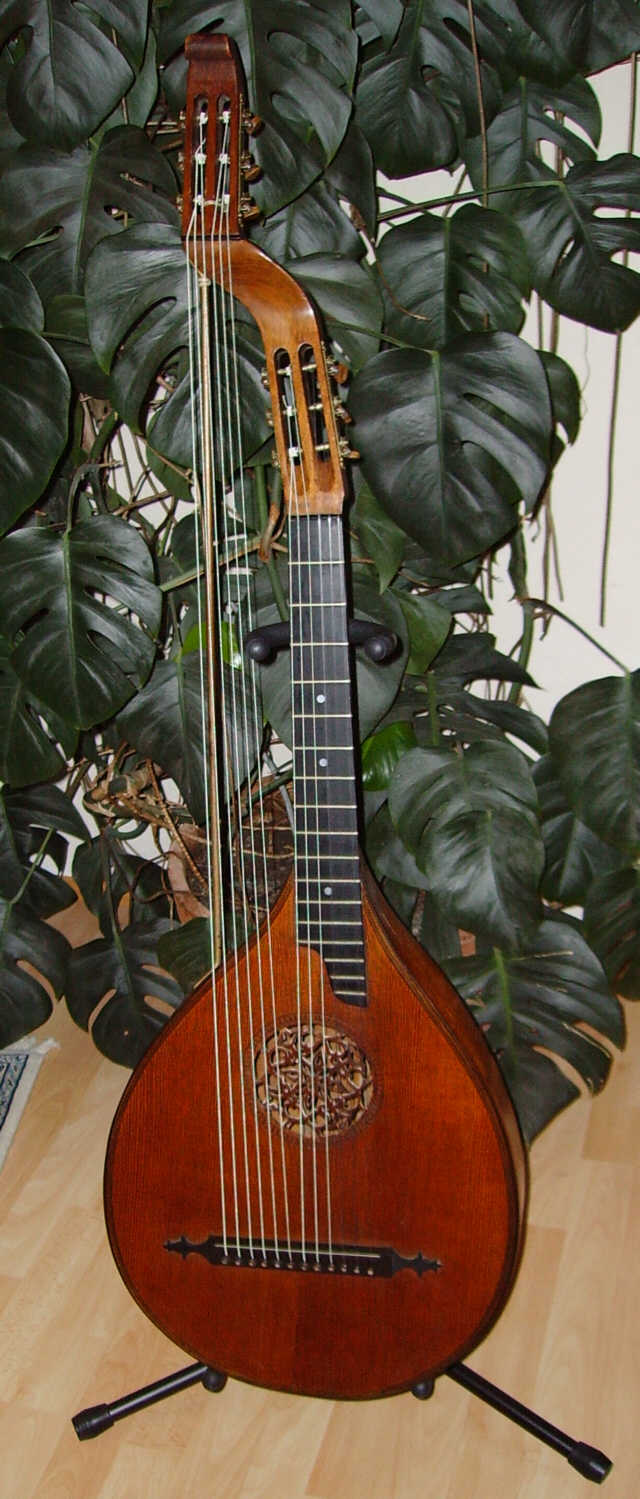
12-saitige Schwedische Basslaute (Scholanderlaute)
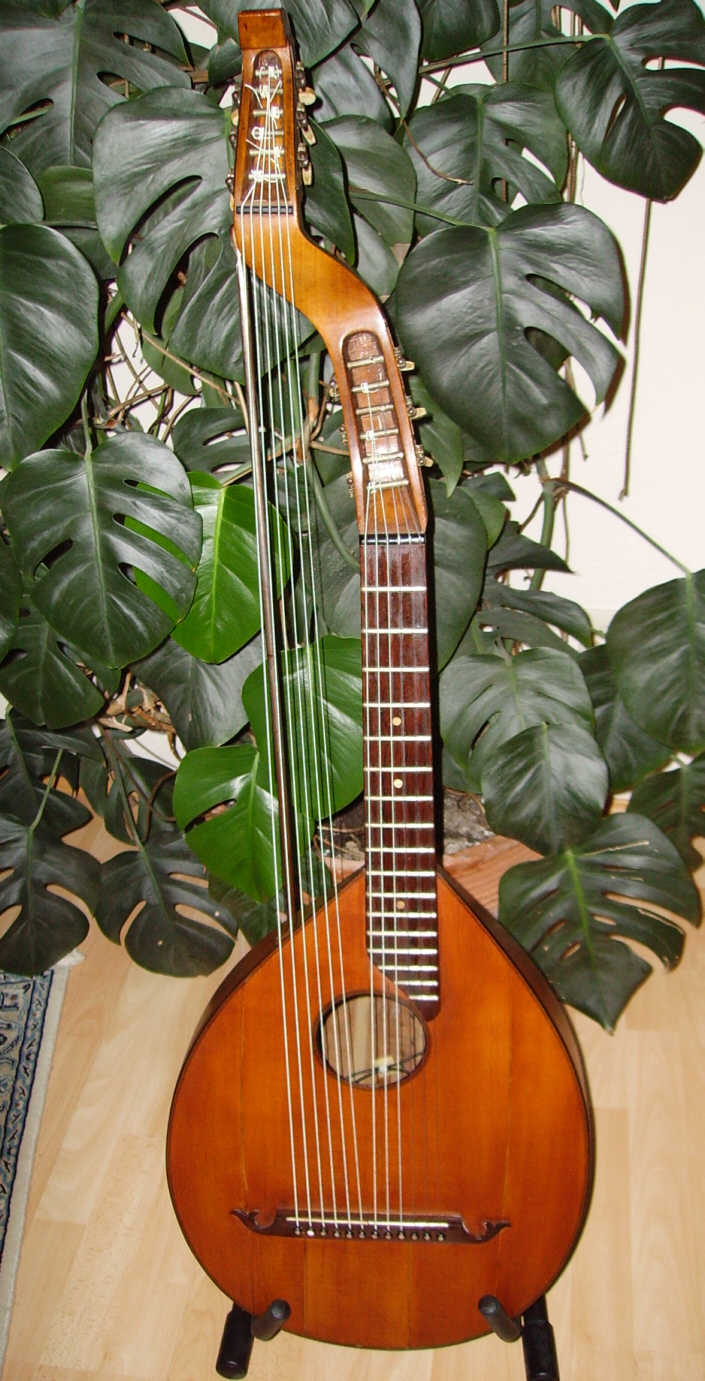
12-saitige Schwedische Basslaute (Scholanderlaute)

## Geschichte
Einer der ursprünglichen Gründe, eine Gitarrenlaute zu theorbieren, mag die Orientierung an den Lauteninstrumenten der Barockzeit gewesen sein, als man durch die Erweiterung der Bassregister versuchte, musikalischen Ausrichtungen (Generalbass) gerecht zu werden und so neben der eigentlichen Barocklaute Instrumente wie die Theorbe, Angelica, Arciliuto und Chitarrone schuf. 
Dadurch, dass die Bordunsaiten auch als Resonanzsaiten wirken, besitzt die Deutsche Basslaute ein Klangvolumen, welches dem einer herkömmlichen Gitarrenlaute bei weitem überlegen ist. Ihre Lautstärke und Klangfülle machen sie auch für „unplugged“ Darbietungen vor größerem Publikum geeignet. Man sieht diese Instrumente zuweilen auf alten Fotografien von Liederabenden für Soldaten aus der Zeit des Ersten Weltkrieges.
Ab 1921 wurde die „Lautenmusik“ Johann Sebastian Bachs, bearbeitet von Hans Dagobert Bruger, auf der mit vier Kontrasaiten versehenen Deutschen Basslaute aufgeführt.
Durch die Weiterentwicklung der klangstarken Gitarre und durch den Siegeszug der elektrischen Signalverstärkung starb die Basslaute ab den 1930er Jahren langsam aus. Heute wird sie nur noch selten als Einzelstück von versierten Lautenbauern auf Kundenwunsch angefertigt.